# Gasteruption undulatum
Gasteruption undulatum é uma espécie de insetos himenópteros, mais especificamente de vespas pertencente à família Gasteruptiidae.
A autoridade científica da espécie é Abeille de Perrin, tendo sido descrita no ano de 1879.
Trata-se de uma espécie presente no território português.